# 克雷門丘克
克雷门丘克（羅馬化：Kremenchuk，發音：[kremenˈtʃuk] ⓘ），又譯克勒曼楚，或按俄語译为克列缅丘格，是乌克兰中部波尔塔瓦州克雷门丘克区克雷门丘克市镇内的城市，为该区及该市镇的行政中心（该市在2020年7月18日前为该州的州辖市，并不在该区的管辖范围内）。该市位于第聂伯河畔，距離克列緬丘格水庫大壩約12公里，始建于1571年，面积96平方公里，海拔高度90米，2022年人口数量为215,271人。
俄羅斯入侵烏克蘭期間，该市曾在2022年4月1日被俄军导弹击毁油库；6月27日再遭俄軍导弹攻擊，购物中心和炼油厂被击毁，至少20人死亡。

## 友好城市
- 立陶宛 阿利图斯
- 波蘭 比得哥什
- 保加利亚 斯維什托夫
- 乌克兰 別爾江斯克（俄罗斯实际控制）
- 乌克兰 白采尔克瓦
- 中国 嘉峪关市
- 斯洛伐克 斯尼納
- 北馬其頓 比托拉
- 以色列 里雄莱锡安

## 图集

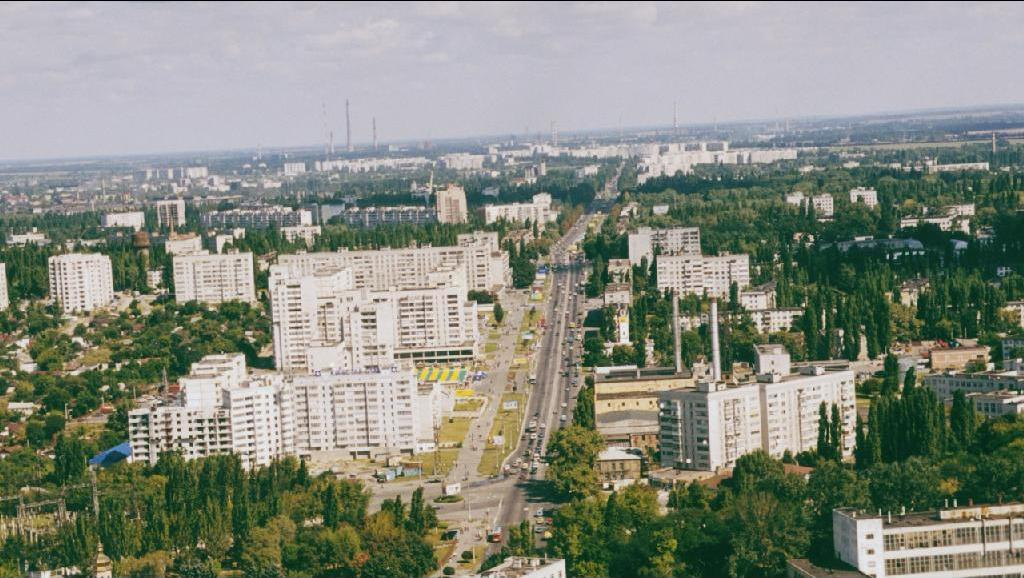
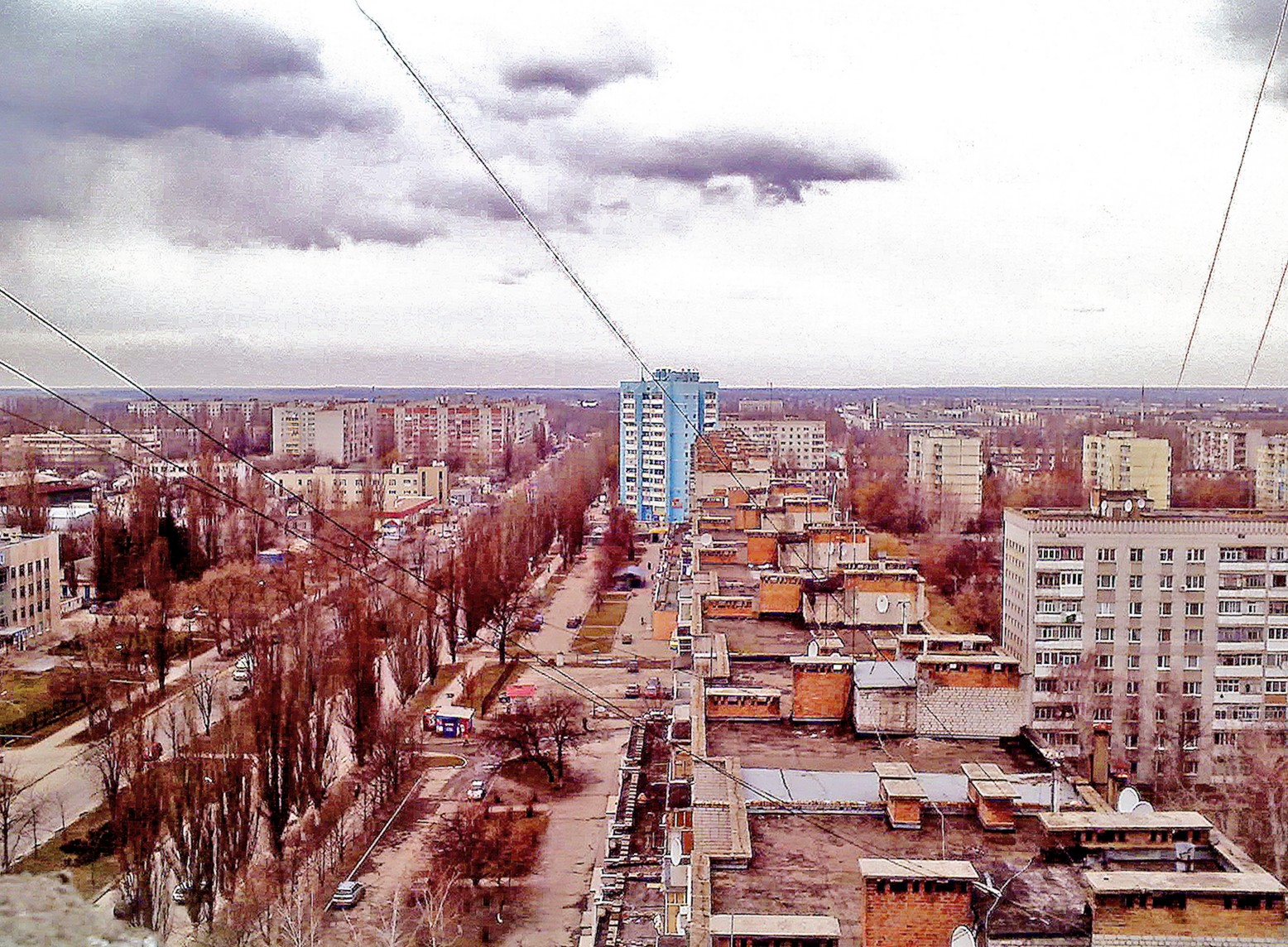
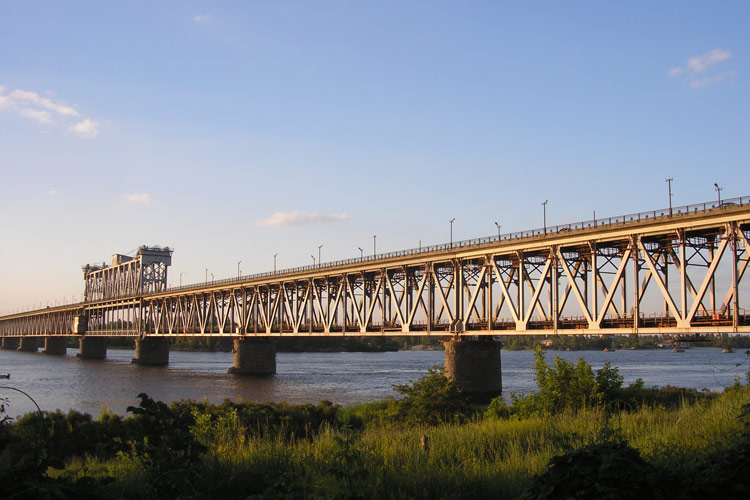
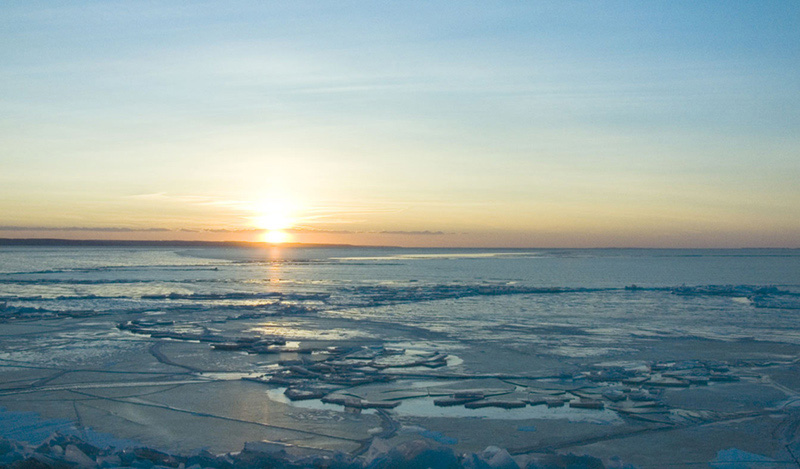
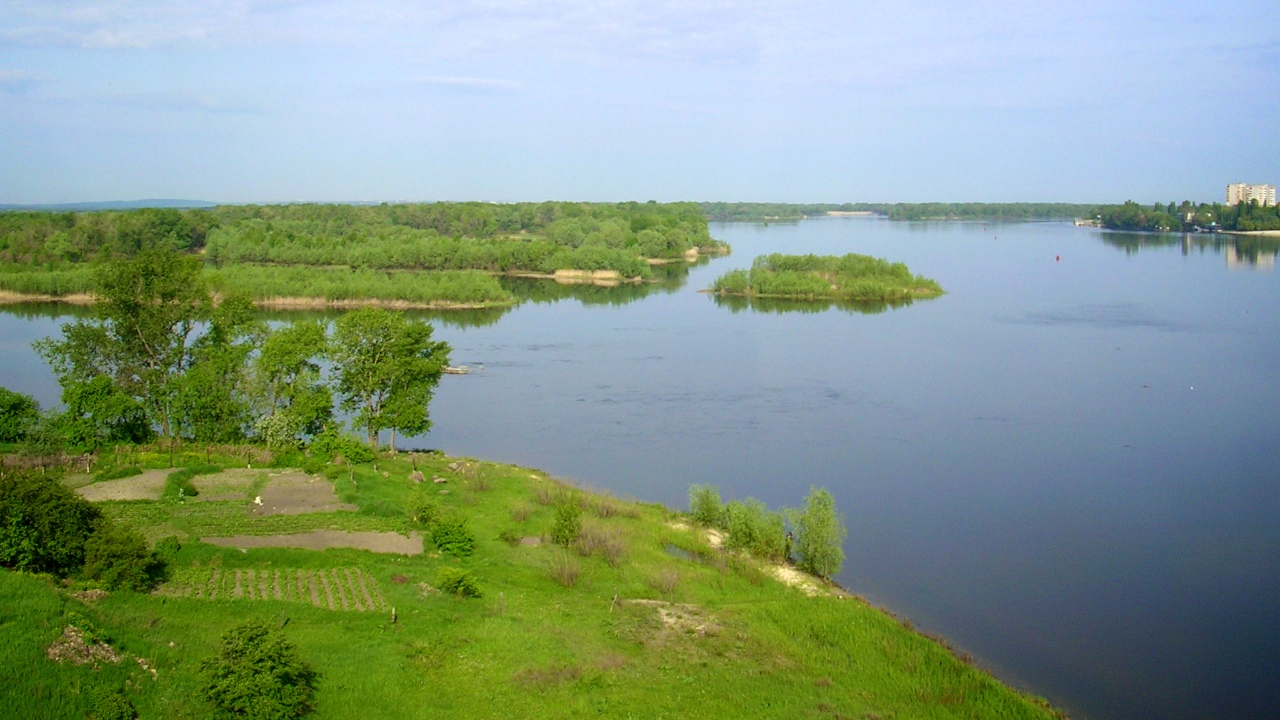
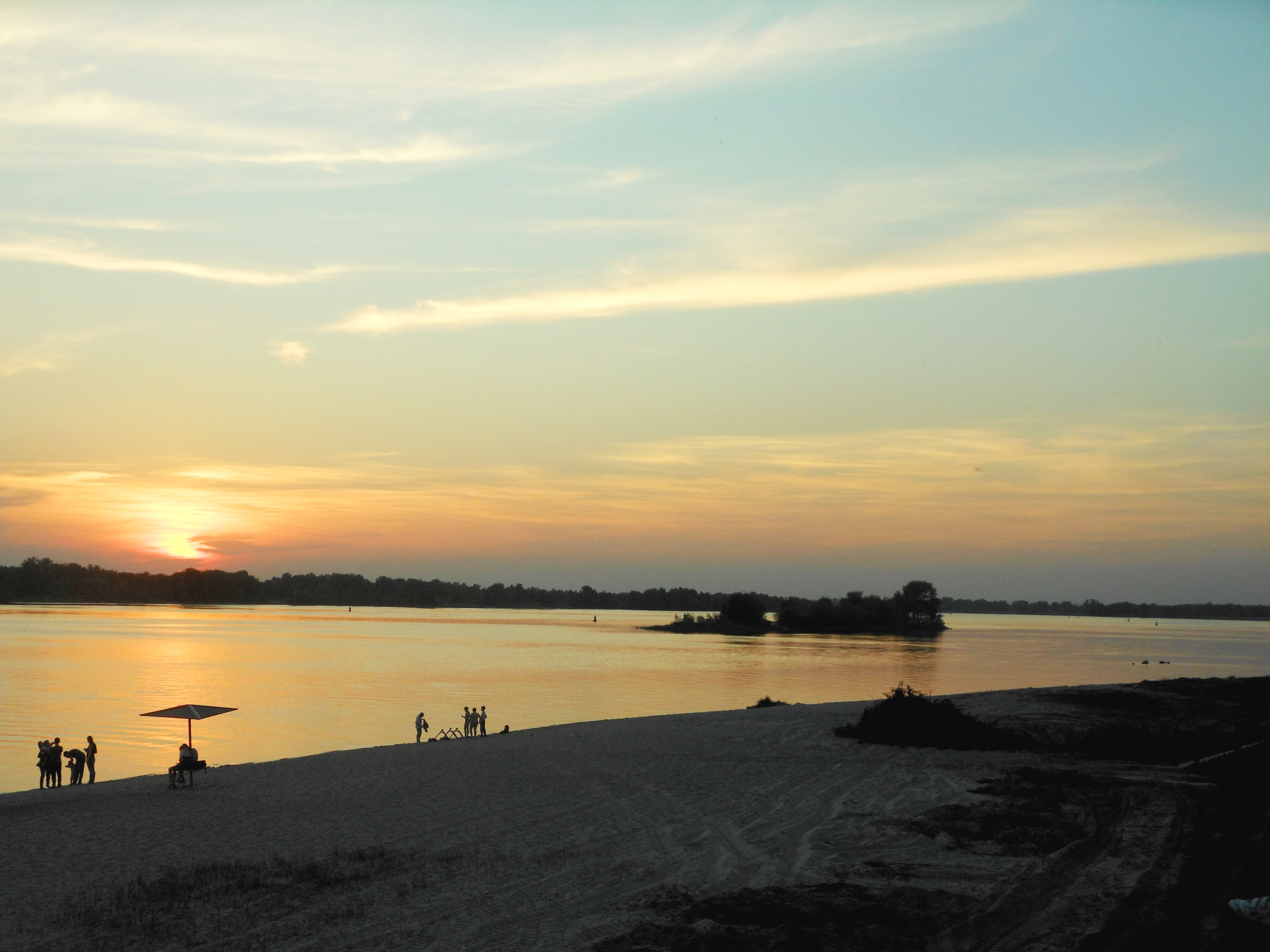
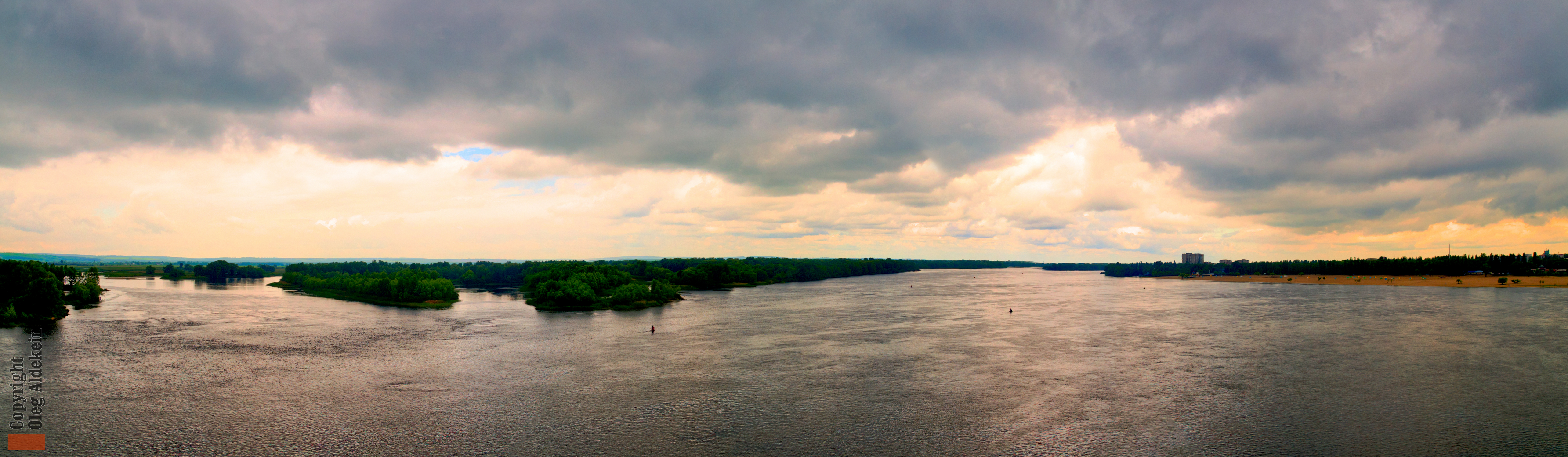
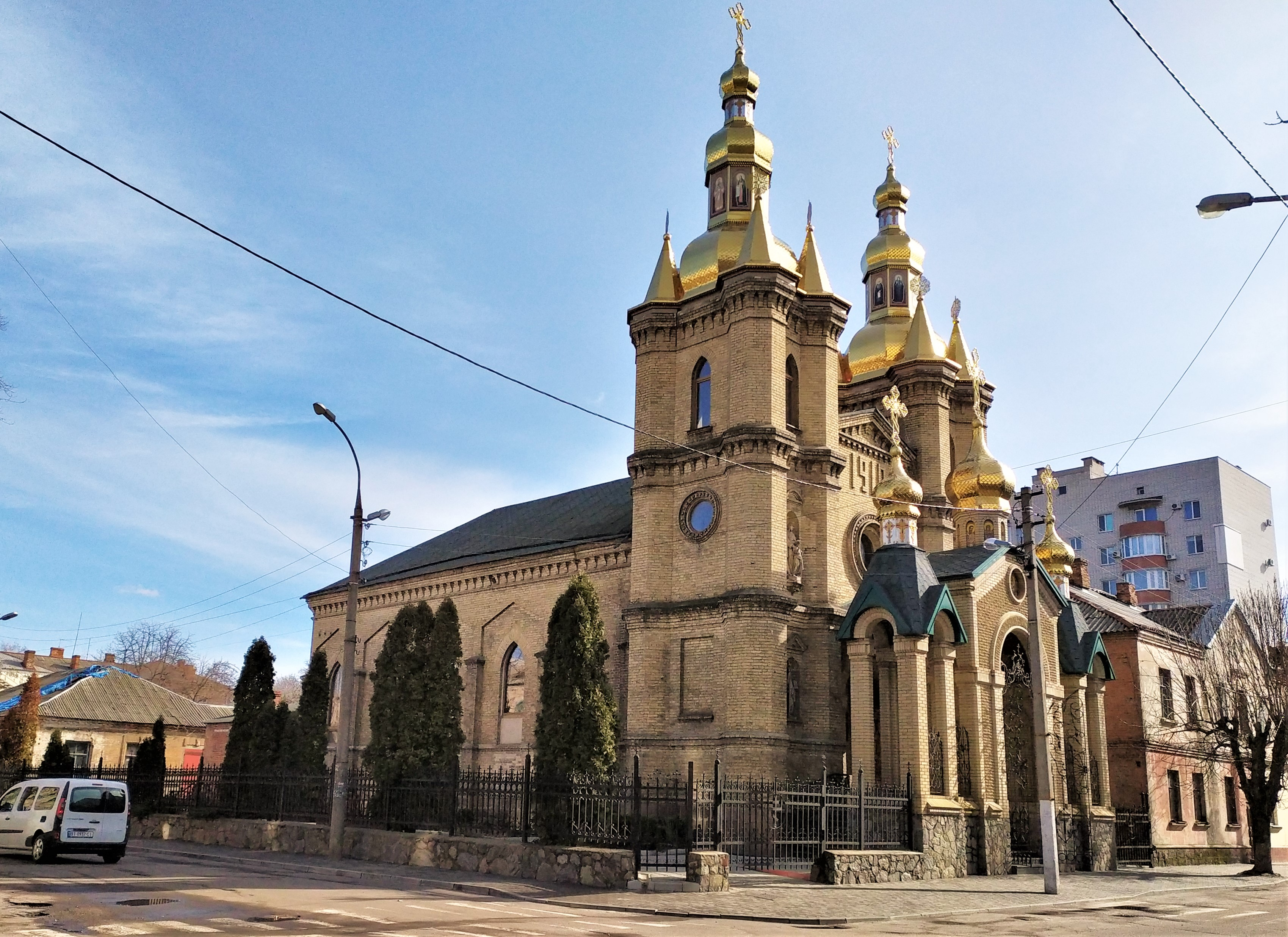
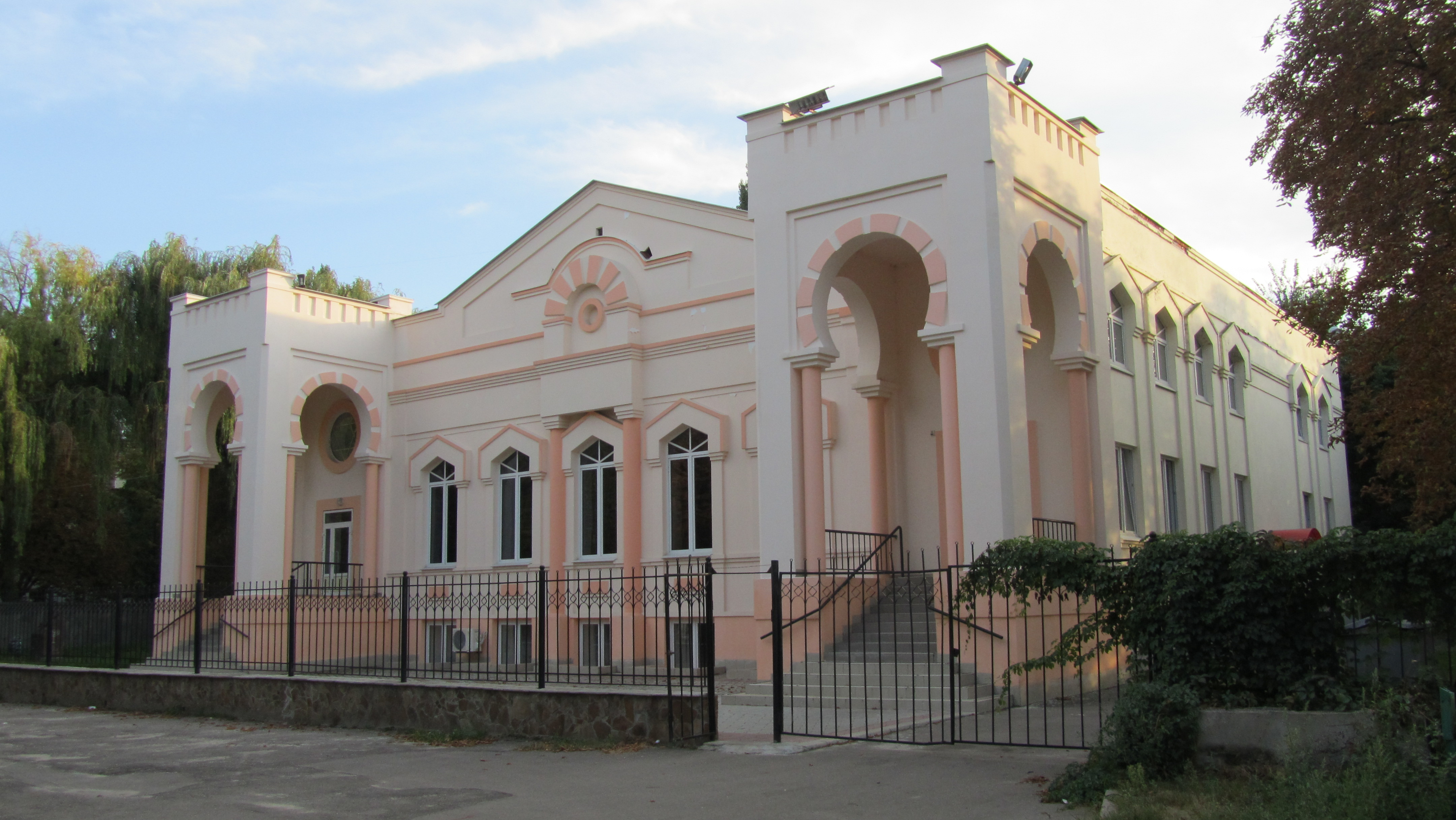
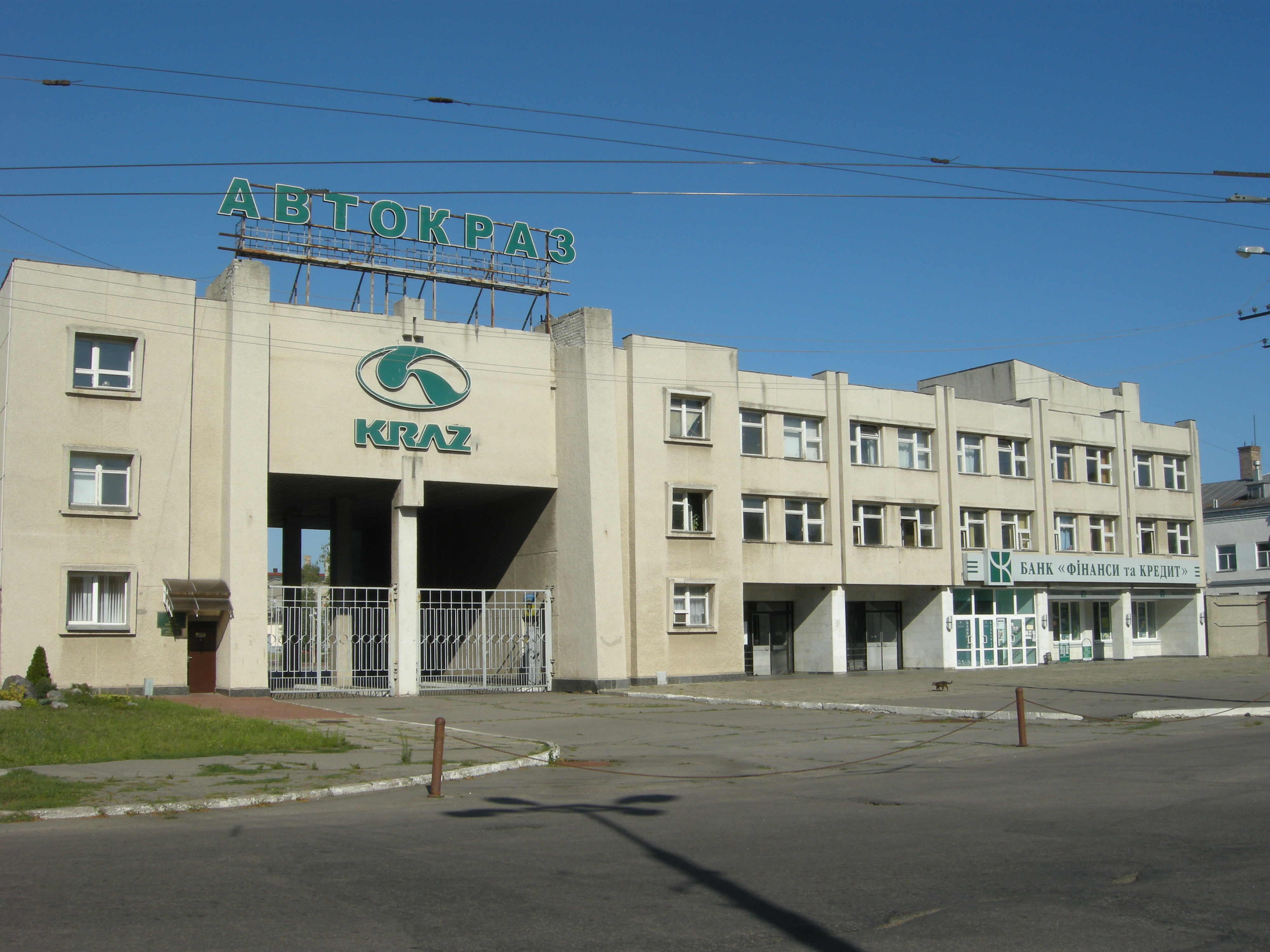
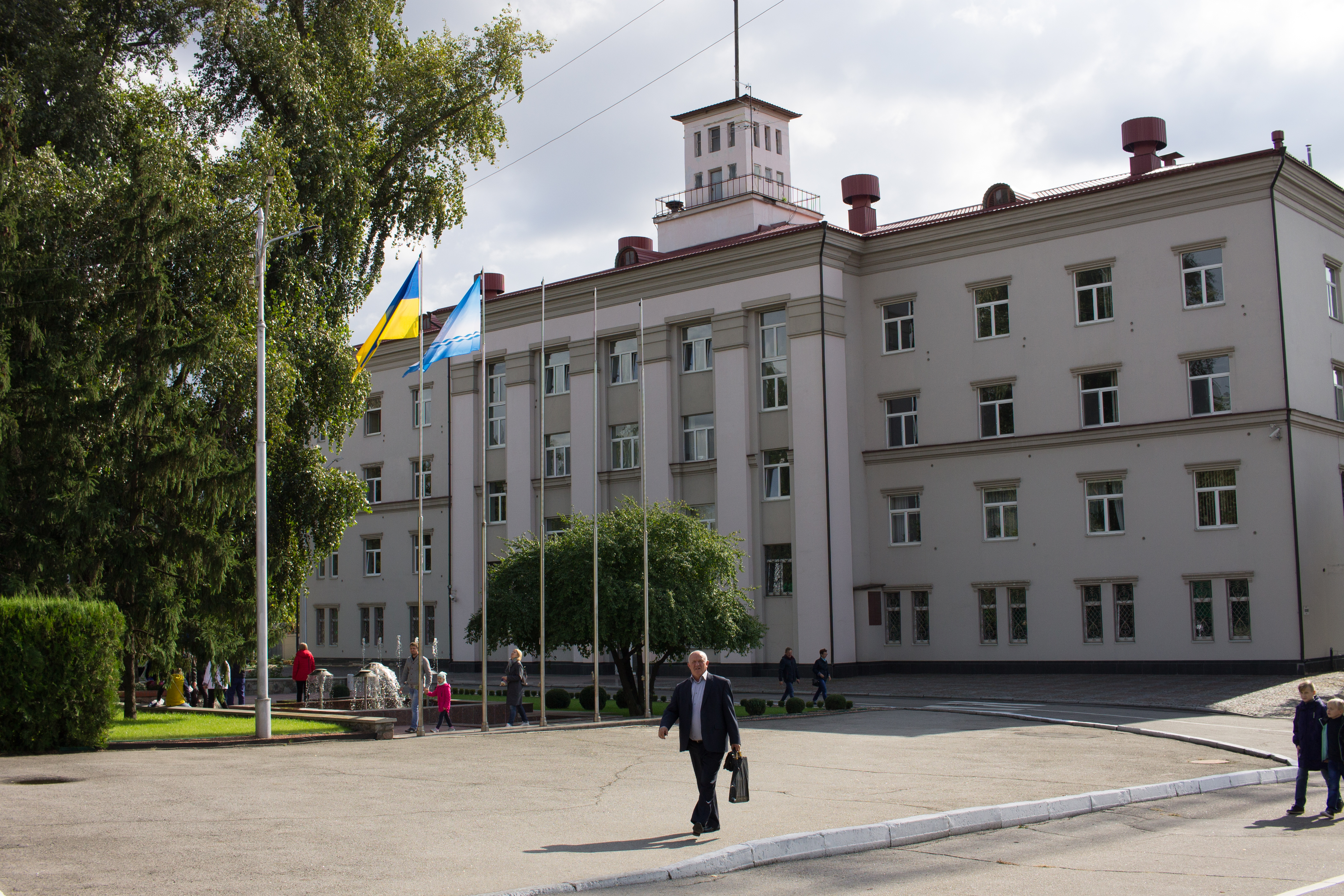
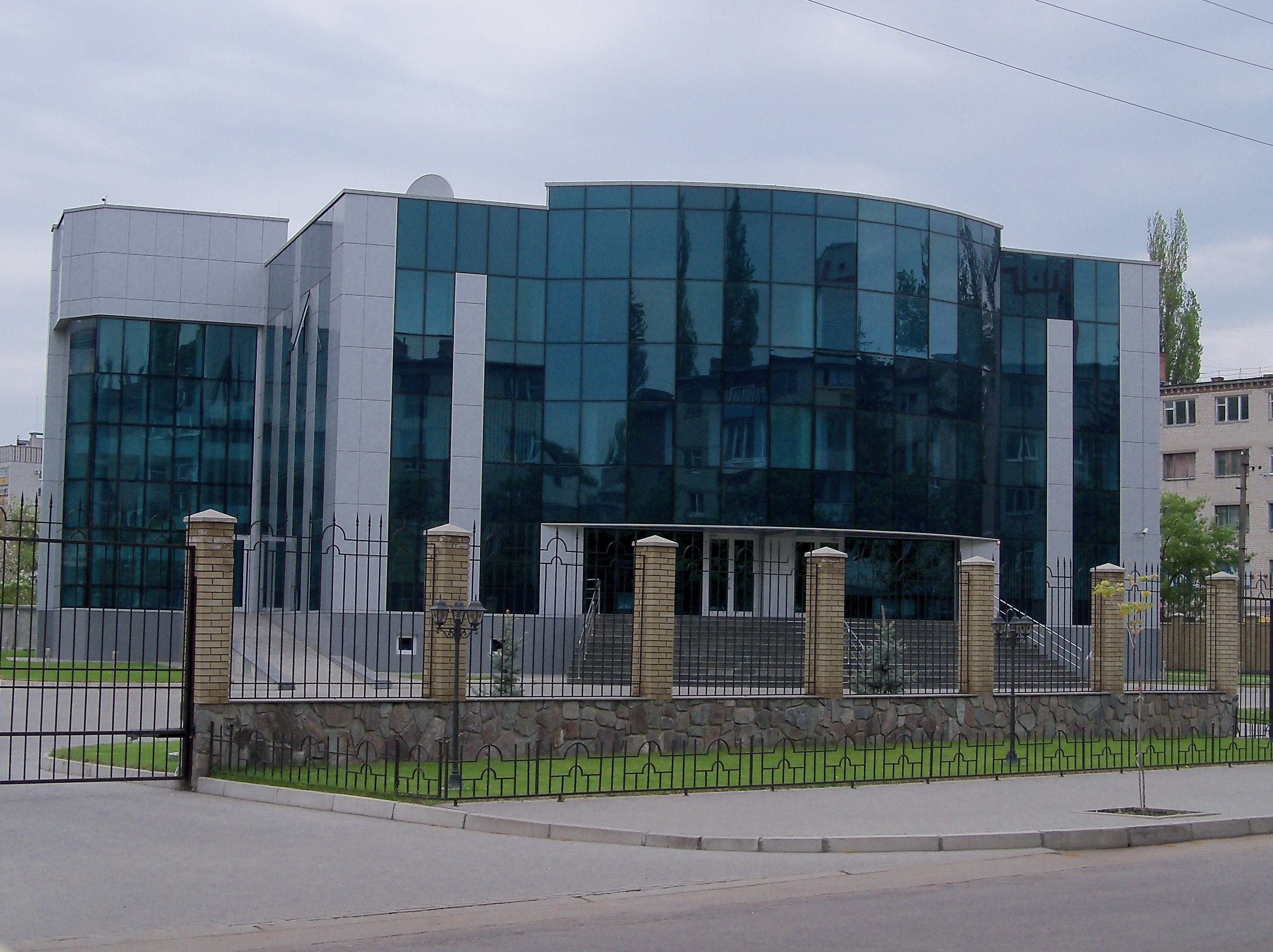
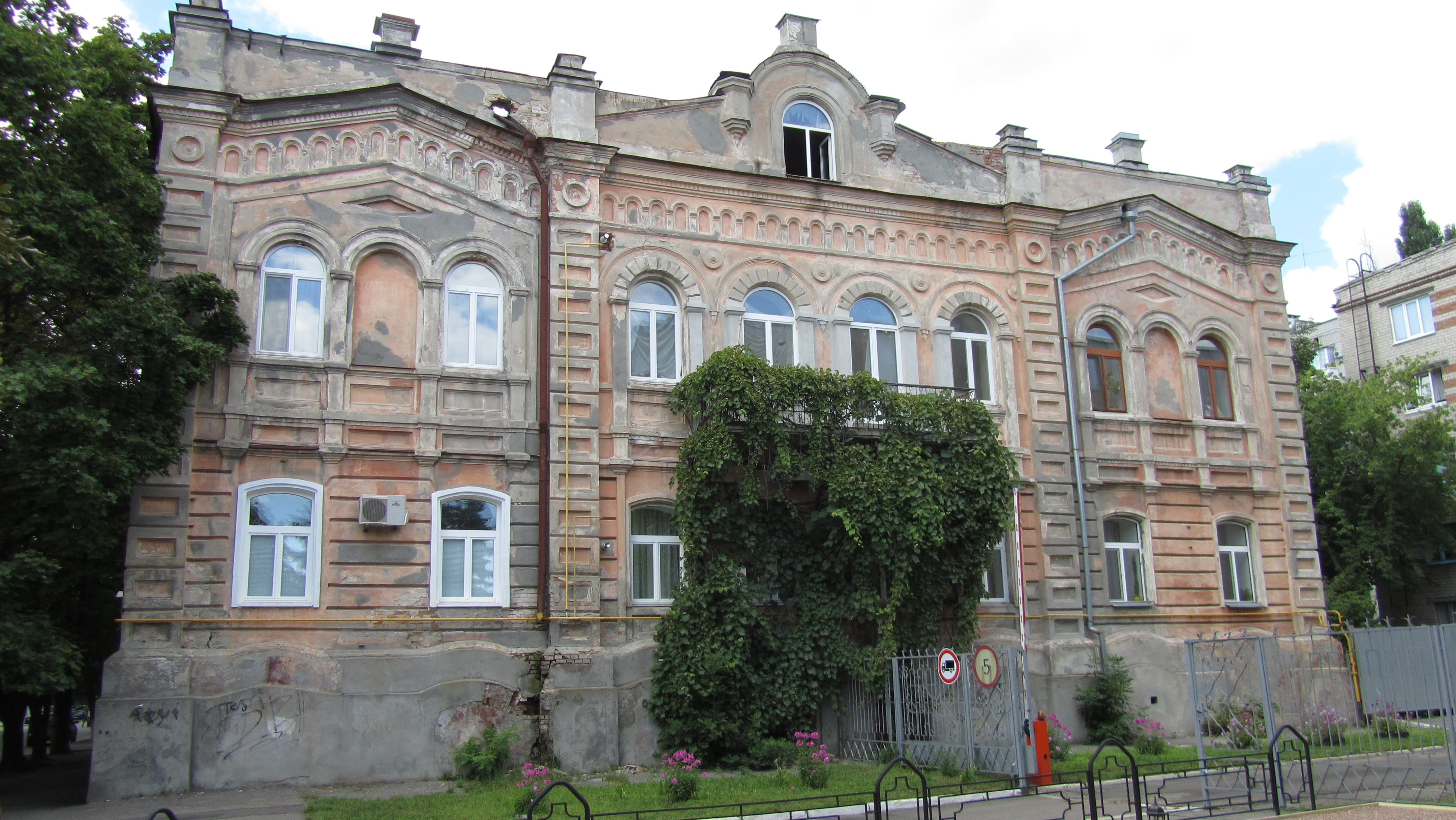
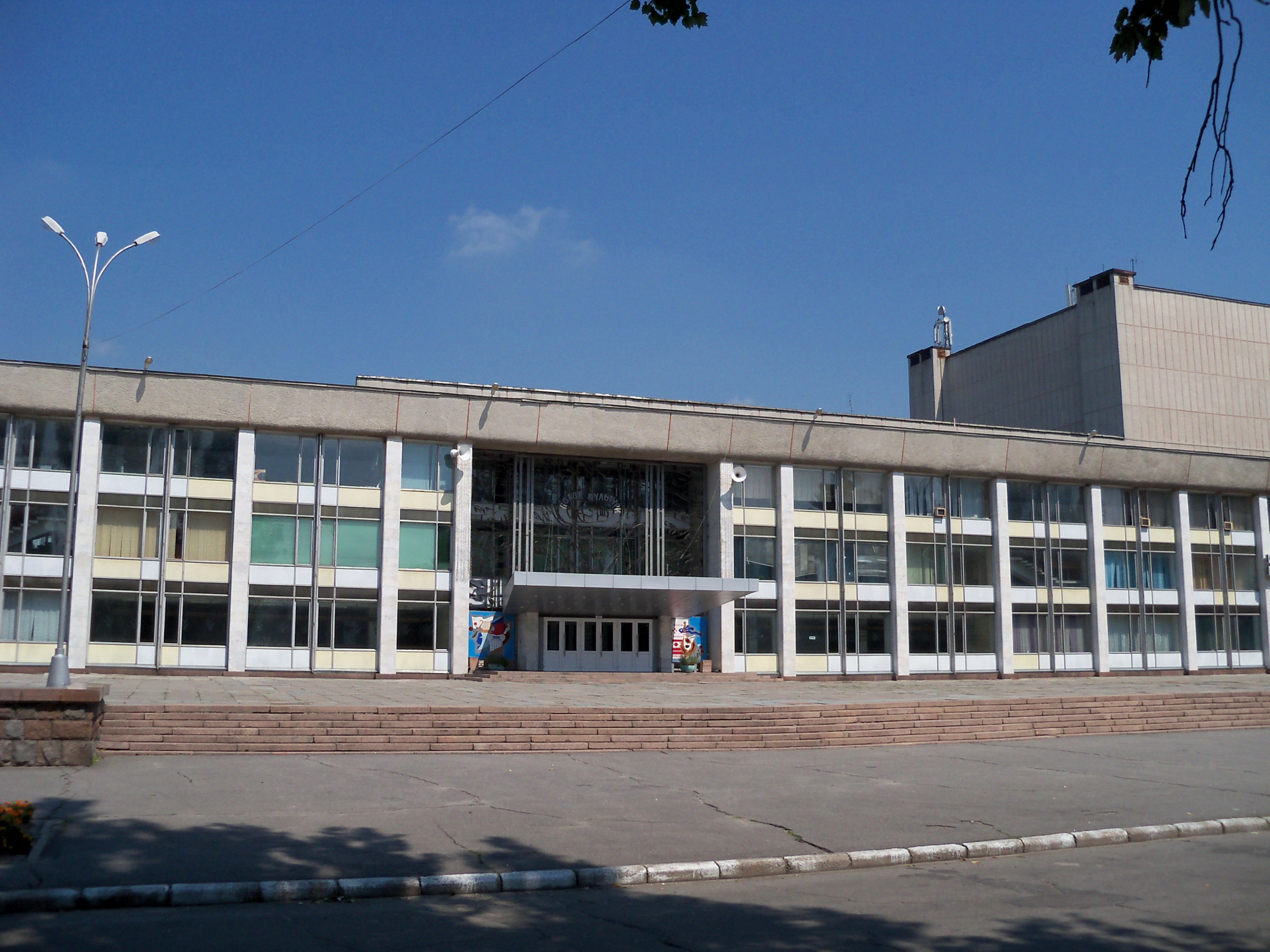
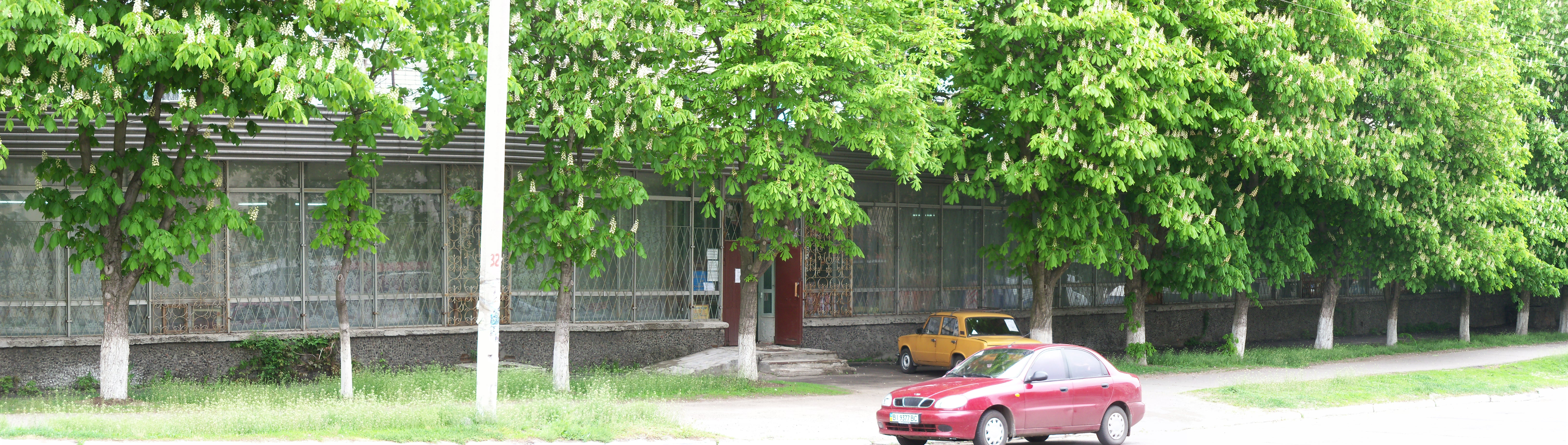
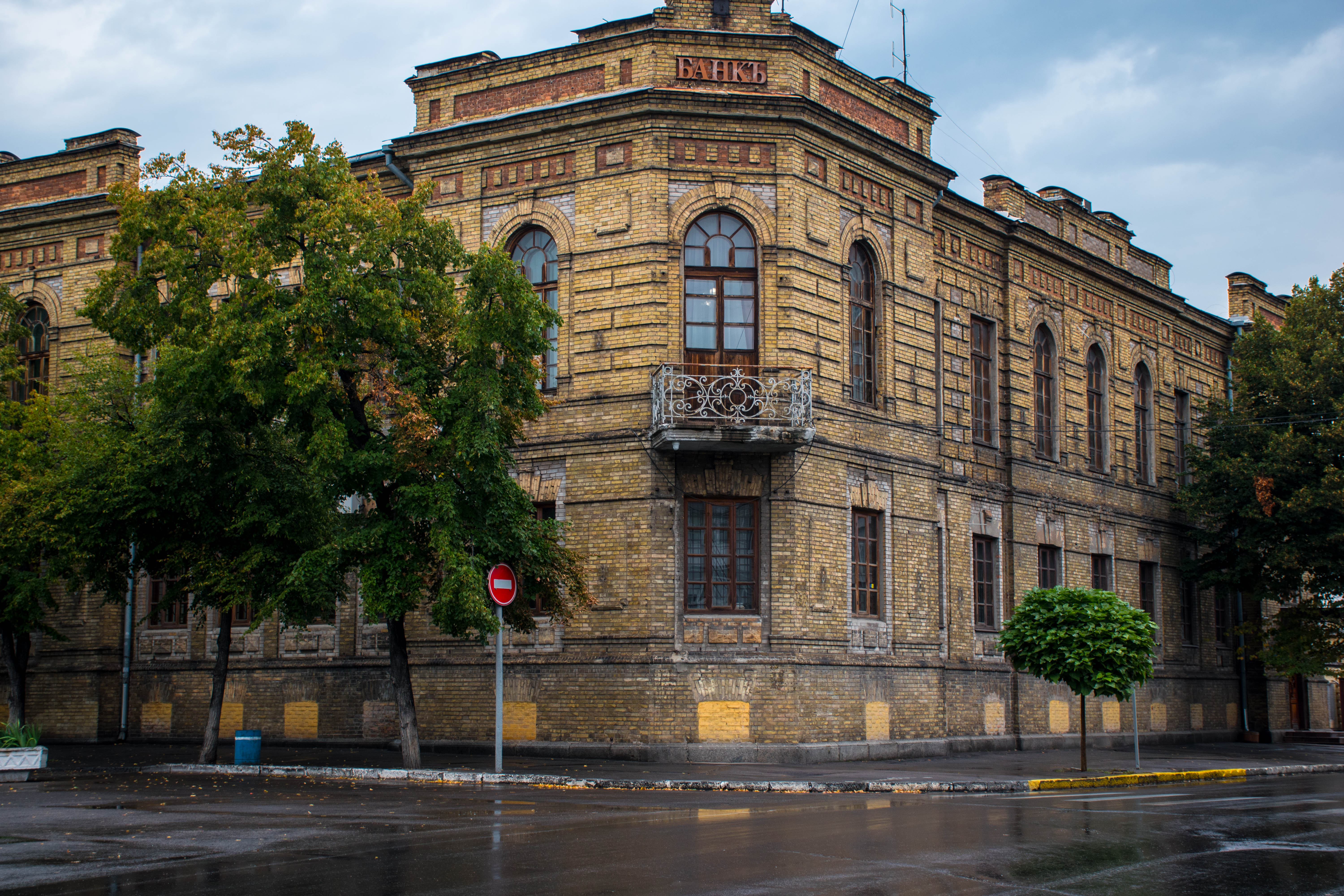
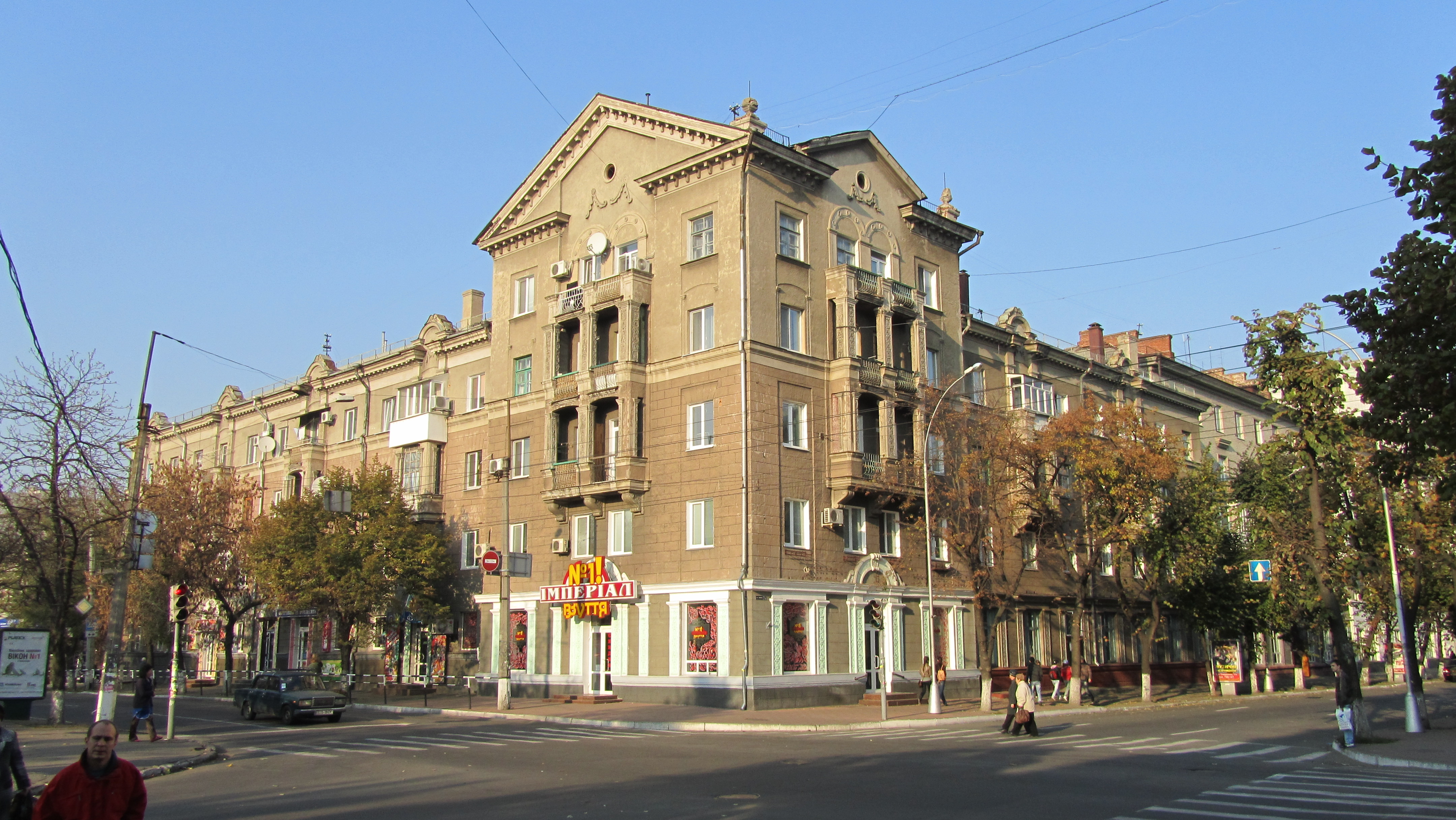
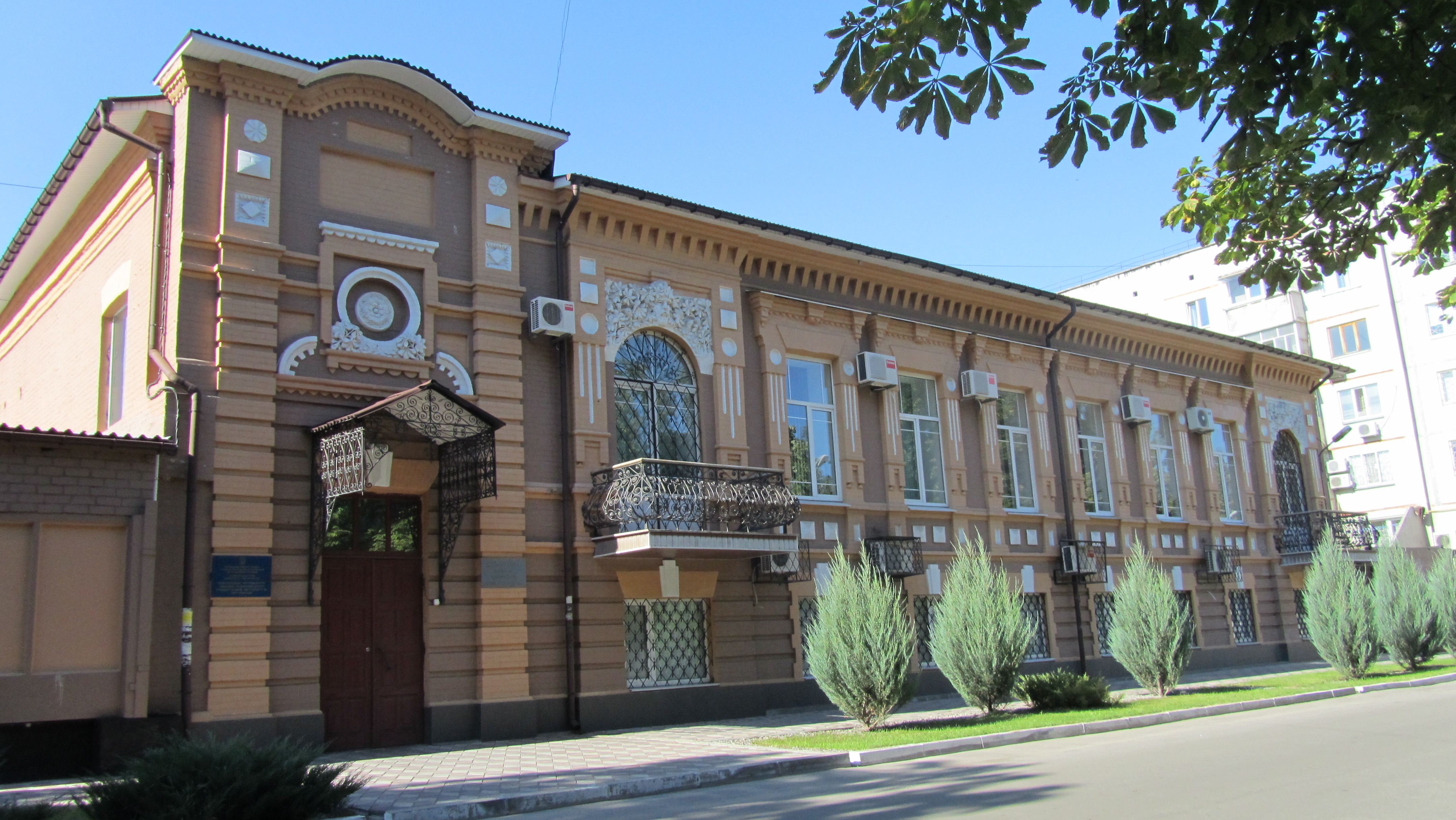
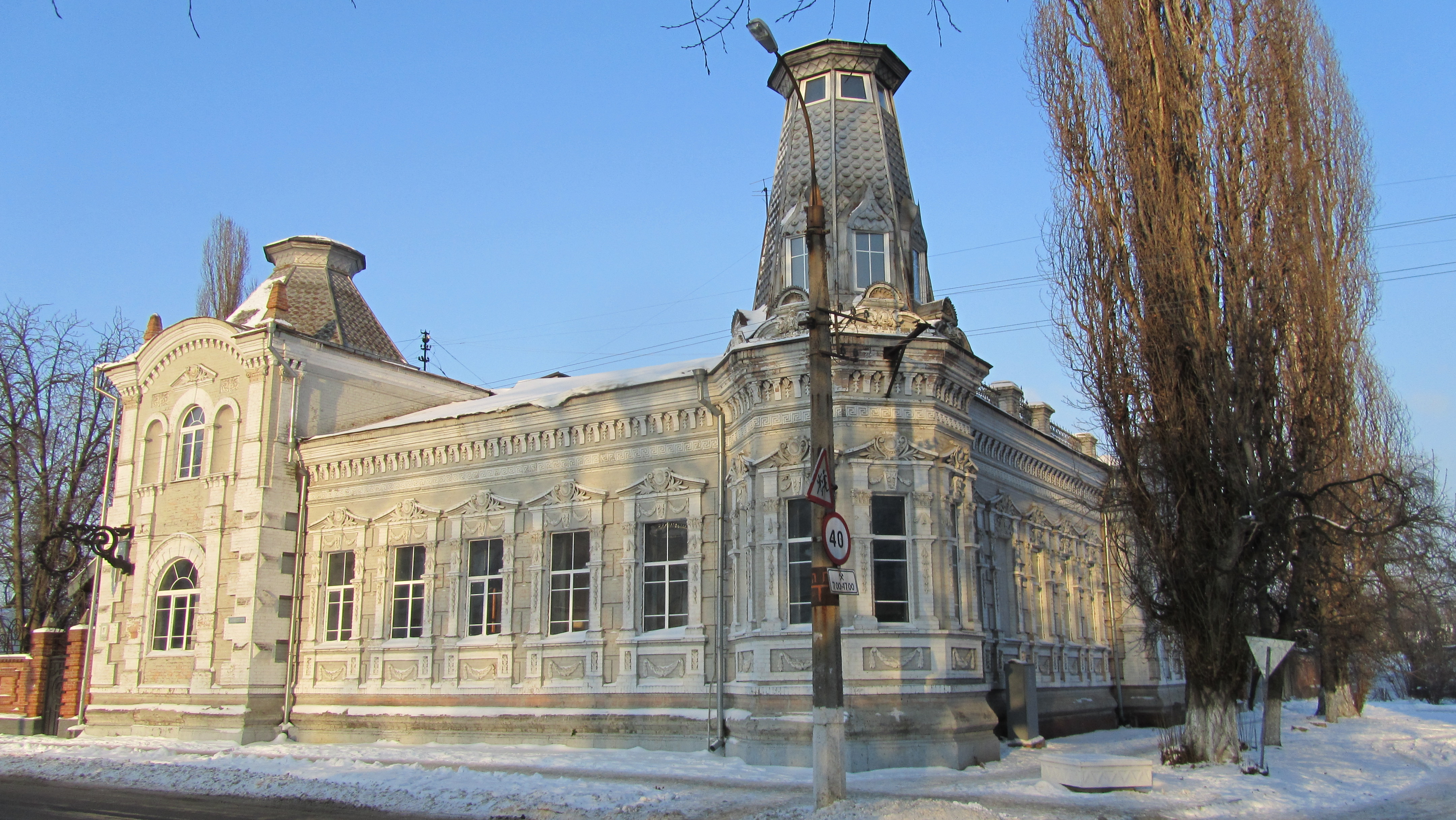
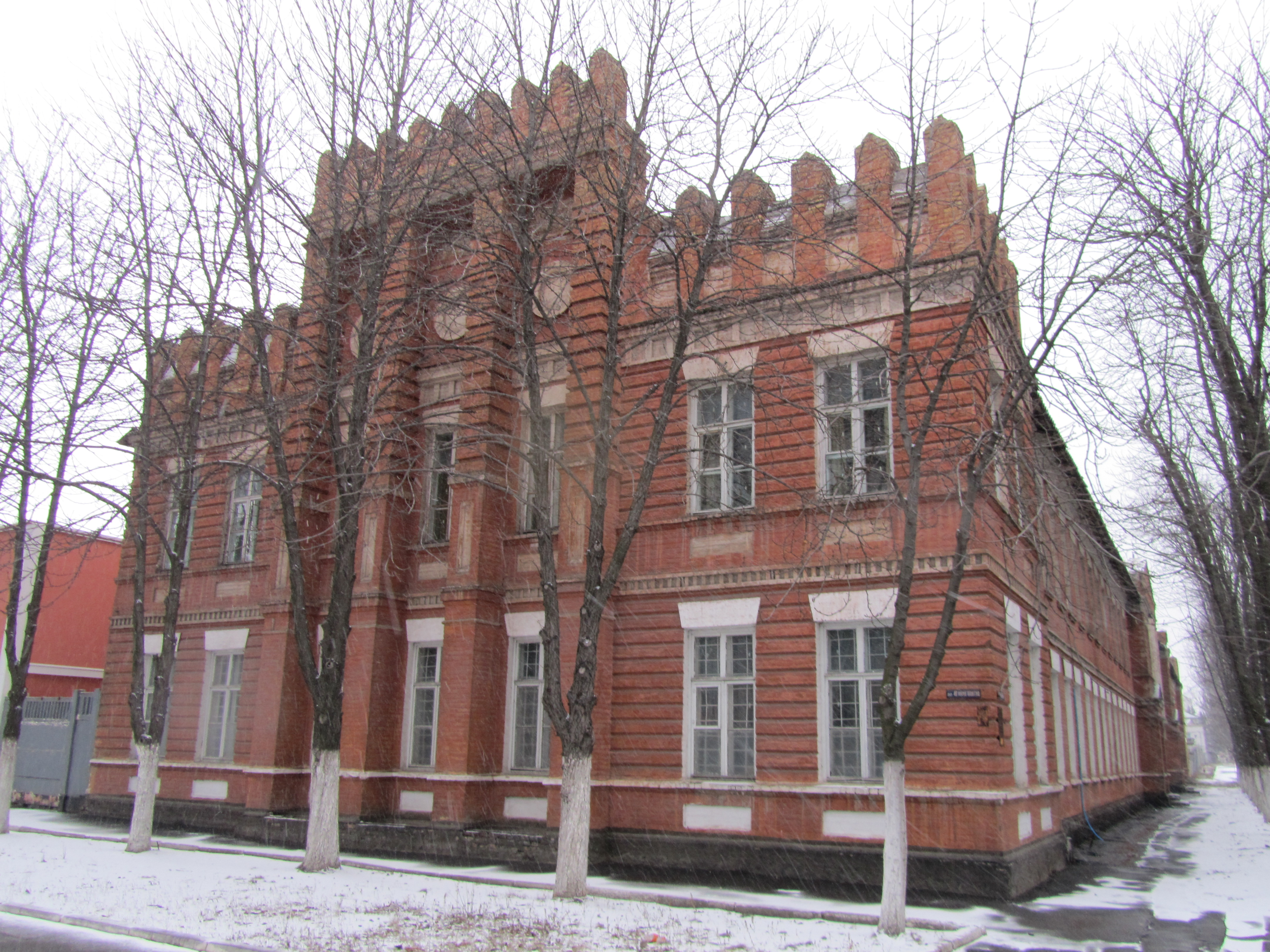
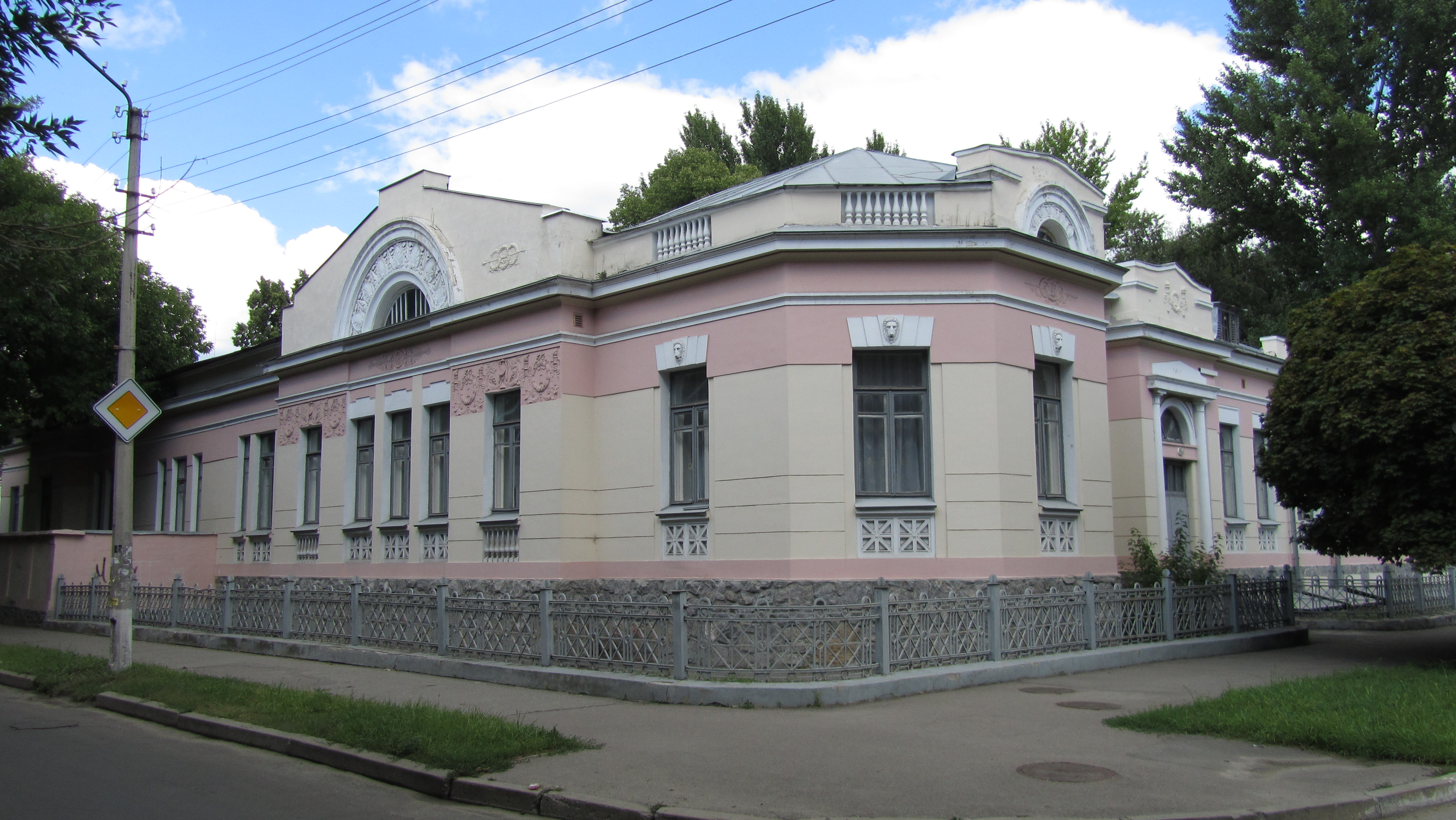
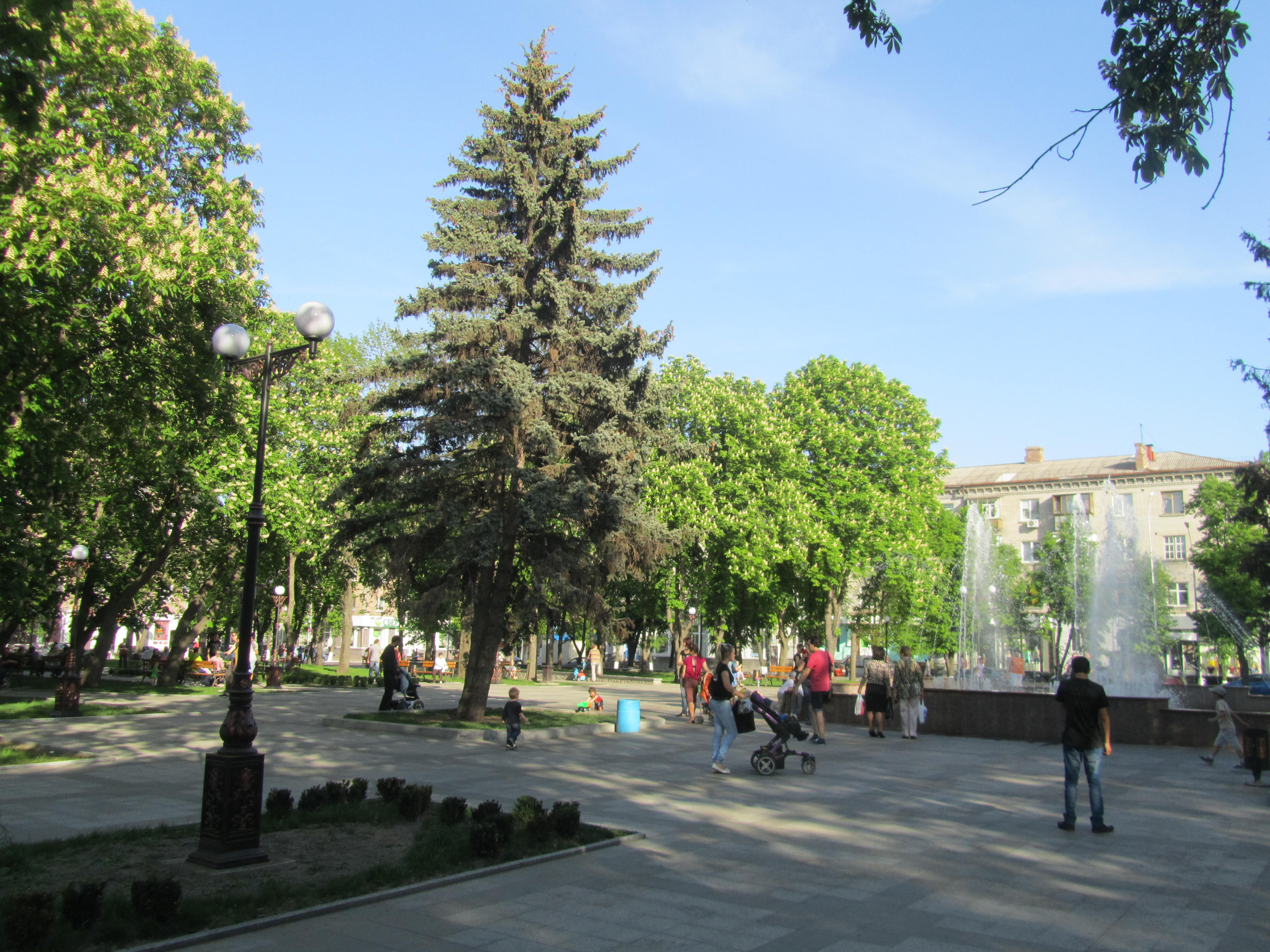
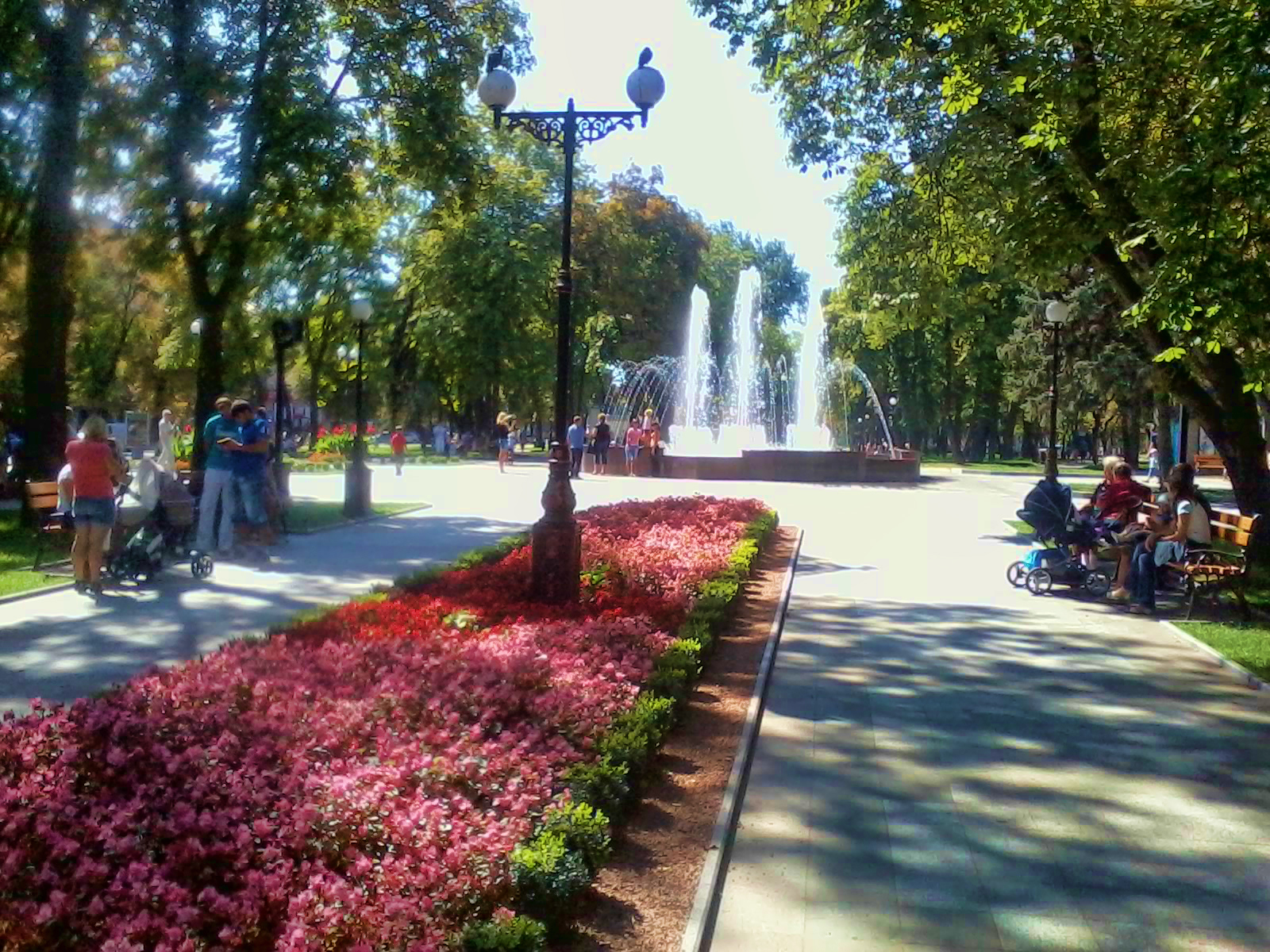
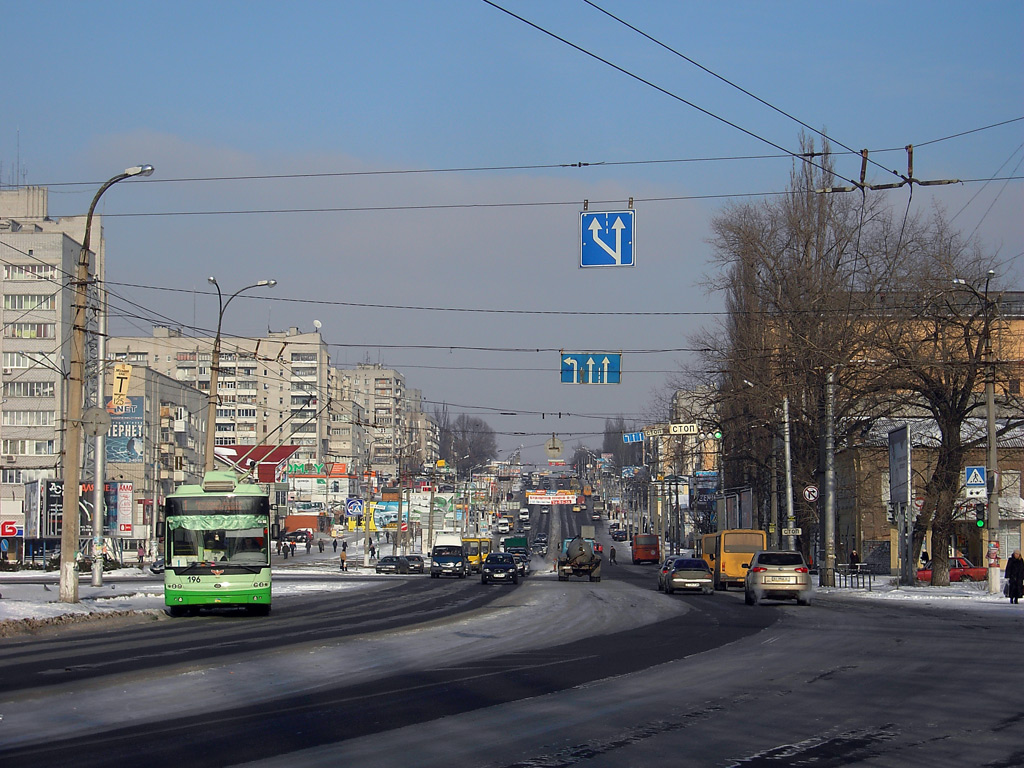
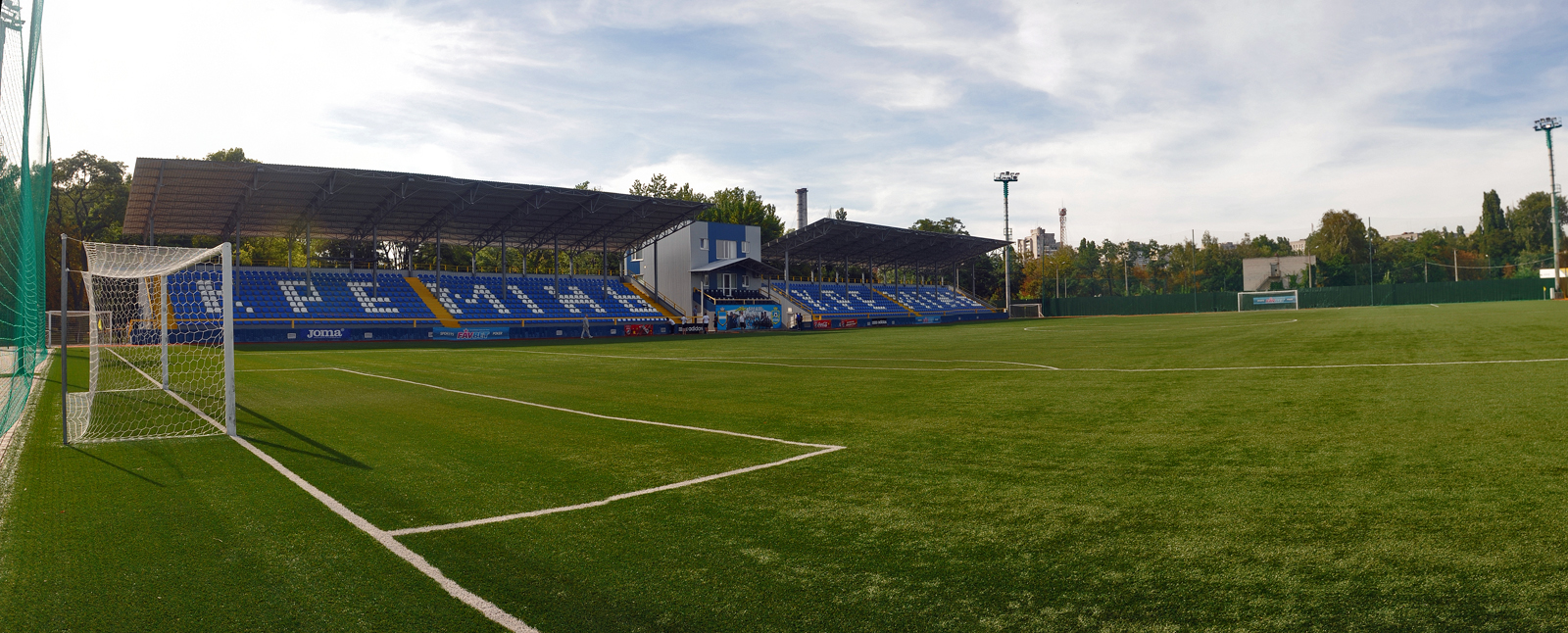
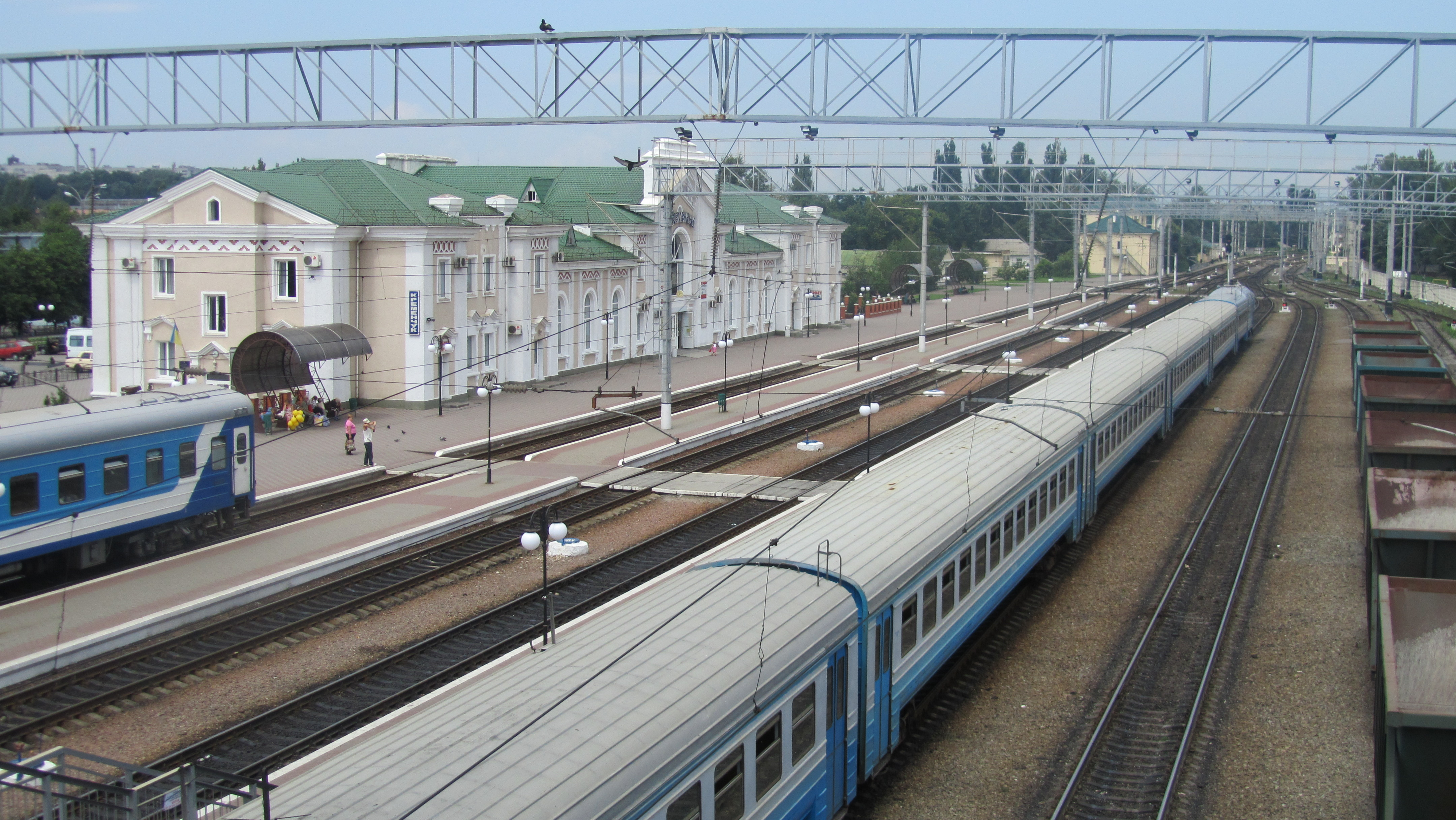
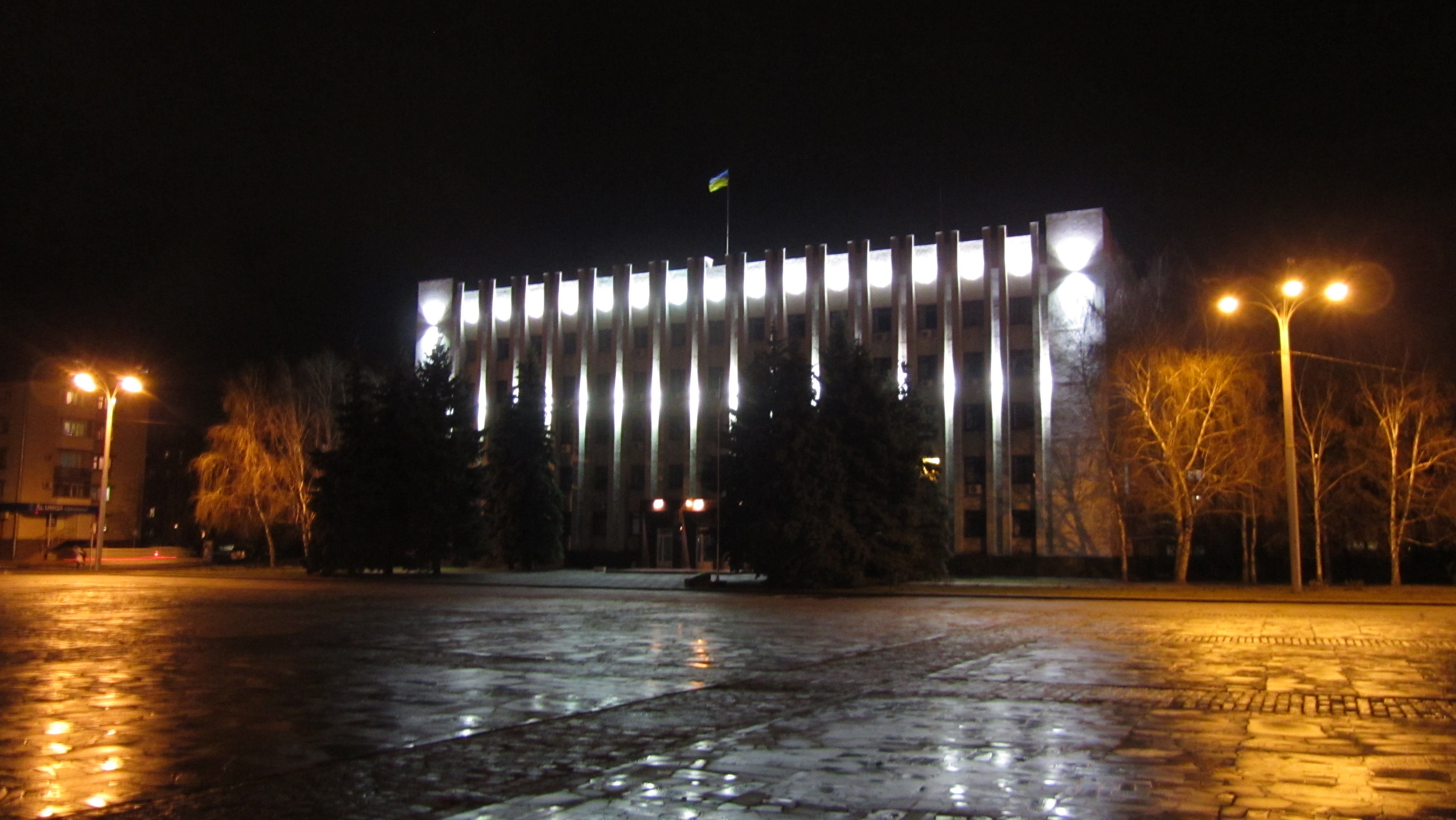
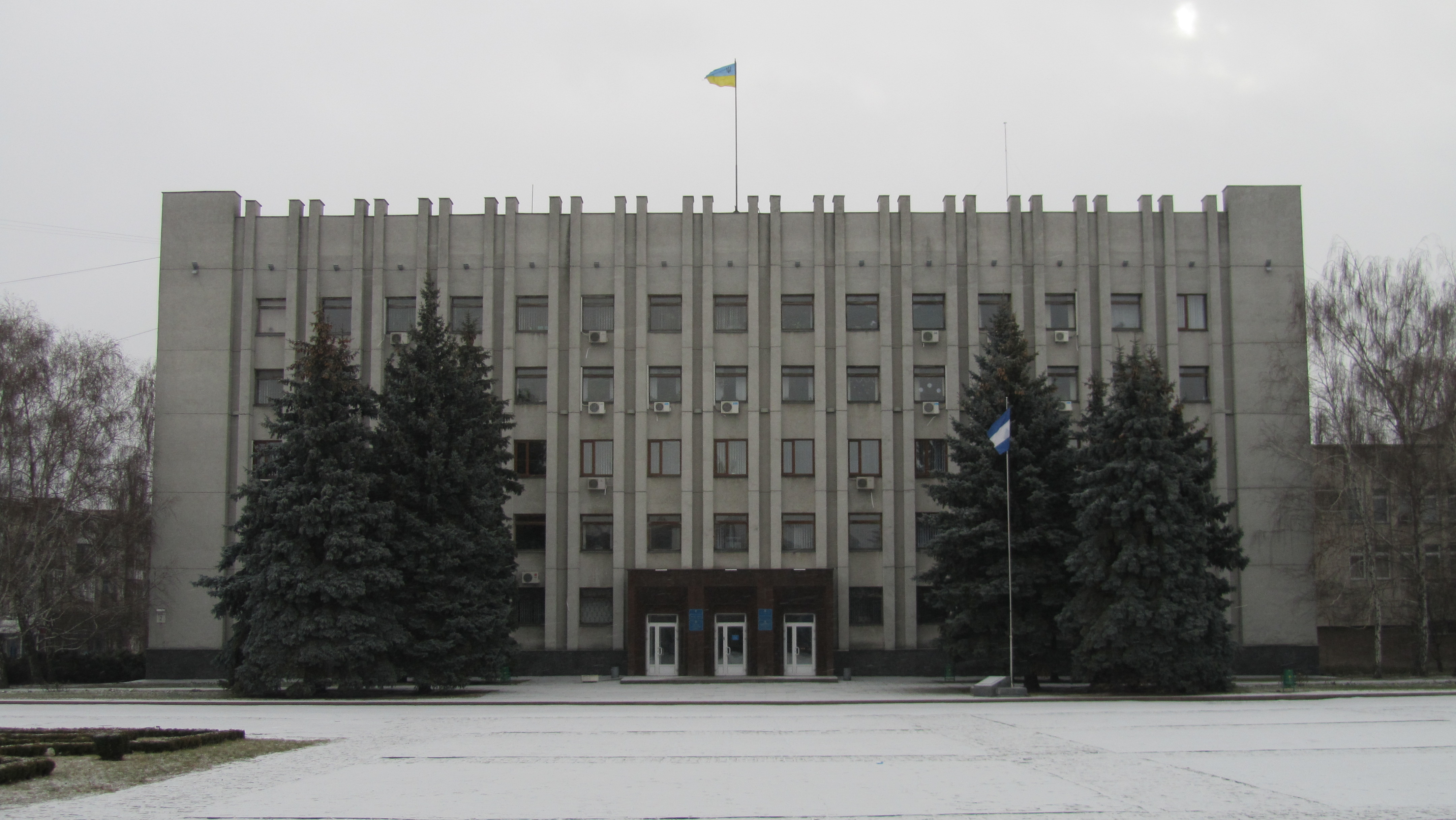

## 当地名人
- 迪米特里·迪奥姆金：美国电影配乐作曲家。

## 備注
1. ↑  俄语：，羅馬化：Kremenchug